# Искра (Красногвардейский район)
И́скра  (укр. Іскра, крымскотат. İskra, Искра) — село в Красногвардейском районе Республики Крым, входит в состав Амурского сельского поселения (согласно административно-территориальному делению Украины — Амурского сельского совета Автономной Республики Крым).

## Население
| 2001 | 2014 |
| ---- | ---- |
| 220  | ↘143 |

Всеукраинская перепись 2001 года показала следующее распределение по носителям языка
| Язык             | Процент |
| ---------------- | ------- |
| русский          | 64,09   |
| крымскотатарский | 25,91   |
| украинский       | 6,82    |

### Динамика численности
- 1915 год —0/22 чел.[10][11]
- 1989 год — 235 чел.[12]
- 2001 год — 220 чел.[13]
- 2009 год — 193 чел.[14]
- 2014 год — 143 чел.[15]
- 2021 год — 129 чел[источник не указан 415 дней].

## Современное состояние
На 2017 год в Искре числится 3 улицы — 60 лет Советской Армии, Керченская и Строительная; на 2009 год, по данным сельсовета, село занимало площадь 25 гектаров на которой, в 71 дворе, проживало 193 человека. В селе действуют магазин, фельдшерско-акушерский пункт, улицы заасфальтированы, водоснабжение централизованное.

## География
Искра — небольшое село в степном Крыму на юге района, у границы с Белогорским районом, высота центра села над уровнем моря — 82 м. Соседние сёла: Курганное в 3 км на север, пгт Октябрьское в 4 км на северо-запад, Новозуевка в 3 км на юго-запад и Лазо Белогорского района в 3,5 км на восток. Расстояние до райцентра — около 30 километров (по шоссе) на север, ближайшая железнодорожная станция — Элеваторная — примерно в 7 километрах. Транспортное сообщение осуществляется по региональной автодороге 35Н-249 от шоссе 35А-002 «граница с Украиной — Симферополь — Алушта — Ялта» до автодороги 35Н-264 Октябрьское — Садовое (по украинской классификации — С-0-10638).

## История
На месте современного села некогда существовала деревня Костельчик, которая встречается только, обозначенная, как развалины, на военно-топографической карте генерал-майора Мухина 1842 года. По Статистическому справочнику Таврической губернии. Ч.II-я. Статистический очерк, выпуск шестой Симферопольский уезд, 1915 год, на хуторе Костельчик братьев Мурзабаевых Табулдинской волости Симферопольского уезда числилось 4 двора с татарским населением в количестве 22 человек «посторонних» жителей, из которых 12 мужчин и 12 женщин В хозяйстве имелось 618 десятинами удобной земли, 16 лошадей, 10 волов, 12 коров и 12 голов мелкого скота. Позже на месте хутора существовал колхоз им. Луначарского (отмеченный на километровой карте Генштаба Красной армии 1941 года), основанный еврейскими переселенцами на территории Биюк-Онларского района (с 1944 года — Октябрьский район), который ещё в предвоенное время получил современное название Искра. Вскоре после начала отечественной войны часть еврейского населения Крыма была эвакуирована, из оставшихся под оккупацией большинство расстреляны.
После освобождения Крыма от фашистов в апреле, 12 августа 1944 года было принято постановление № ГОКО-6372с «О переселении колхозников в районы Крыма» и в сентябре 1944 года в район приехали первые новоселы (57 семей) из Винницкой и Киевской областей, а в начале 1950-х годов последовала вторая волна переселенцев из различных областей Украины. С 25 июня 1946 года Искра в составе Крымской области РСФСР. 26 апреля 1954 года Крымская область была передана из состава РСФСР в состав УССР. Время включения в Амурский сельсовет пока не установлено: на 15 июня 1960 года село уже числилось в его составе. Указом Президиума Верховного Совета УССР «Об укрупнении сельских районов Крымской области», от 30 декабря 1962 года Октябрьский район был упразднён и Искру присоединили к Белогорскому, а с 1 января 1965 года, указом Президиума ВС УССР «О внесении изменений в административное районирование УССР — по Крымской области», включили в состав Красногвардейского. По данным переписи 1989 года в селе проживало 235 человек. С 12 февраля 1991 года село в восстановленной Крымской АССР, 26 февраля 1992 года переименованной в Автономную Республику Крым. С 21 марта 2014 года — в составе Республики Крым России.